# Parlamentswahl in Georgien 1919
- Sozialrev.: 5
- SS−PSP: 8
- SSDP: 109
- EDP: 8

Vom 14. bis 16. Februar 1919 fand die erste und einzige Parlamentswahl in der Demokratischen Republik Georgien statt.

## Hintergrund
Am 26. Mai 1918 erklärte Georgien seine Unabhängigkeit von der kurzlebigen Transkaukasischen Demokratisch-Föderativen Republik, die aus dem russischen Transkaukasus-Kommissariat hervorging. Die provisorische Regierung des Landes sowie das provisorische Parlament bereiteten seitdem in einem überparteilichen Konsens die Wahlen zur konstituierenden Versammlung vor. Am 22. November 1918 wurde das Wahlgesetz verabschiedet und die aus 23 Mitgliedern bestehende Zentrale Wahlkommission berufen. Die Regierung stellte insgesamt vier Millionen Maneti (die damalige Währung Georgiens) für die Organisation der Wahlen zur Verfügung. Der Wahlkampf begann im Dezember 1918 und wurde insgesamt als „polarisiert, aber transparent“ beschrieben.

## Wahlmodus
Zur Wahl standen 130 Abgeordnetenmandate, deren Verteilung nach einem reinen Verhältniswahlrecht erfolgte. Wahlberechtigt war jeder Georgier, der das 20. Lebensjahr vollendet hatte, auch Frauen.
Aufgrund organisatorischer Schwierigkeiten beschloss die provisorische Regierung Georgiens, die Wahlen über einen Zeitraum von drei Tagen anstelle von einem einzigen Tag abzuhalten. Die Wahlzettel waren auf Georgisch verfasst, wobei jeder Wähler die Möglichkeit hatte, einen Wahlzettel in einer anderen Sprache zu beantragen. Die Organisation der Wahlen unterlag zwar der Zentralen Wahlkommission, für die Distrikte Sochumi und Sakatala wurden jedoch eigene Wahlkommissionen eingerichtet.

## Parteien und Kandidaten
Zur Wahl waren 15 Parteien zugelassen. Für einen Antritt bei der Wahl musste eine Liste insgesamt 50 Unterstützungsunterschriften sammeln. Insgesamt 600 Kandidaten traten zur Wahl an, darunter 26 Frauen.

### Sozialdemokraten
Die Sozialdemokratische Partei Georgiens (საქართველოს სოციალ-დემოკრატიული პარტია, Sakartvelos sotsial-demok’rat’iuli p’art’ia, SSDP) ging aus dem Menschewiki-Flügel der Sozialdemokratischen Arbeiterpartei Russlands hervor. Bereits bei den Wahlen zur russischen konstituierenden Versammlung im November 1917 war Georgien eine Hochburg der Menschewiki gewesen. Die Sozialdemokraten setzten sich für eine Schaffung eines „demokratischsten Staates“ mit möglichst großer Partizipation der Bevölkerung im politischen Prozess ein, mit dem Endziel einer sozialistischen Gesellschaft. Die SSDP grenzte sich dennoch scharf vom bolschewistischen Russland, dessen Staatssystem auf einer zentralistischen Kontrolle im Namen der Arbeiterklasse basierte, ab.

### Sozialistisch-Föderalistische Revolutionäre Partei
Die Sozialistisch-Föderalistische Revolutionäre Partei Georgiens (საქართველოს სოციალისტ-ფედერალისტთა სარევოლუციო პარტია, Sakartvelos sotsialist’-pederalist’ta sarevolutsio p’art’ia, SS-PSP) war links ausgerichtet und befürwortete einen demokratischen Sozialismus.

### Nationaldemokraten
Die Nationaldemokratische Partei Georgiens (ეროვნულ-დემოკრატიული პარტია, Erovnul-demok’rat’iuli p’art’ia, EDP) war als einzige größere Partei dem Mitte-rechts-Lager zuzuordnen. Die EDP war gegen jegliche Form des Sozialismus und setzte sich für ein demokratisches System nach westlichem Vorbild ein.

### Sozialrevolutionäre
Die Sozialrevolutionäre (საქართველოს სოციალისტ-რევოლუციონერთა პარტია, Sakartvelos sotsialist’-revolutsionerta p’art’ia) waren am linken Rand des politischen Spektrums in Georgien angesiedelt. Die Partei sprach sich für ein sozialistisches System unter Beibehaltung gewisser demokratischer Elemente aus.

## Ergebnis
| Partei                          | Partei                                                        | Stimmen | Prozent | Mandate |
| ------------------------------- | ------------------------------------------------------------- | ------- | ------- | ------- |
|                                 | Sozialdemokratische Partei Georgiens                          | 409.766 | 80,96   | 109     |
|                                 | Georgische Sozialistisch-Föderalistische Revolutionäre Partei | 33.721  | 6,66    | 8       |
|                                 | Nationaldemokratische Partei Georgiens                        | 30.754  | 6,08    | 8       |
|                                 | Sozialrevolutionäre Partei Georgiens                          | 21.453  | 4,24    | 5       |
|                                 | Radikaldemokratische Partei Georgiens                         | 3.107   | 0,61    | –       |
|                                 | Armenische Partei in Georgien – Daschnakzutjun                | 2.353   | 0,46    | –       |
|                                 | Linke Sozialistisch-Föderalistische Partei                    | 1.616   | 0,32    | –       |
|                                 | Georgische Nationale Partei                                   | 1.532   | 0,30    | –       |
|                                 | Union parteiloser Unabhängiger                                | 795     | 0,16    | –       |
|                                 | Sozialdemokratische Arbeiterpartei Russlands                  | 779     | 0,15    | –       |
|                                 | Gruppe von Muslimen aus dem Bortschalo-Distrikt               | 77      | 0,02    | –       |
|                                 | Nationale Versammlung von Muslimen                            | 60      | 0,01    | –       |
|                                 | Partei Nobler Ästhetiker                                      | 53      | 0,01    | –       |
|                                 | Partei der Rustaweli-Gruppe                                   | 51      | 0,01    | –       |
|                                 | Demokratische Gruppe Georgischer Hellenen                     | 14      | 0,00    | –       |
| Gesamt                          | Gesamt                                                        | 506.131 | 100,00  | 130     |
| Wahlberechtigte/Wahlbeteiligung | Wahlberechtigte/Wahlbeteiligung                               | 876.910 | 57,72   | –       |

## Nach der Wahl
Die konstituierende Versammlung trat am 12. März 1919 erstmals zusammen. Unter den 130 gewählten Abgeordneten befanden sich fünf Frauen und 23 Vertreter nationaler Minderheiten. Der Sozialdemokrat Noe Schordania, der bereits seit Juni 1918 der provisorischen Regierung vorgestanden hatte, wurde erneut zum Premierminister gewählt.
Die nächsten Wahlen hätten im Herbst 1921 stattfinden sollen. Bedingt durch die sowjetische Invasion Georgiens im Februar 1921 kamen demokratische Wahlen nicht mehr zustande.

### Nachwahlen und Änderungen in der Sitzverteilung
In der Ortschaft Duscheti wurde das Wahlergebnis annulliert und Wiederholungswahlen angeordnet, ebenso in einigen ländlichen Wahllokalen. In anderen Gebieten konnten die Wahlen nicht am regulären Wahltermin abgehalten werden, da sie sich zu diesem Zeitpunkt teilweise nicht unter der Kontrolle der Demokratischen Republik Georgien befanden oder Krieg herrschte. Die erste Runde an Nachwahlen fand am 18. September 1919 statt, die zweite am 19. Mai 2020. Folglich änderte sich die Sitzverteilung der konstituierenden Versammlung mit der Zeit. Ferner verließen einige Sozialdemokraten ihre Partei und gründeten die radikal-linke Fraktion „Achali Schiwi“ (ახალი  სხივი). Die Nationale Partei Georgiens, die aus der von der EDP abgespaltetenen Partei der Landbesitzer hervorging und bei Nachwahlen den Einzug in die konstituierende Versammlung schaffte, vereinigte sich mit der EDP zur vereinten rechten Fraktion der Demokraten.
| Partei | Partei                   | Feb. 1919 | Sep. 1919 | Mai 1920 | Feb. 1921 |
| ------ | ------------------------ | --------- | --------- | -------- | --------- |
|        | Sozialdemokraten         | 109       | 105       | 102      | 92        |
|        | „Achali Schiwi“          | –         | –         | –        | 10        |
|        | EDP/Demokraten           | 8         | 7         | 8        | 10        |
|        | Sozialisten-Föderalisten | 8         | 9         | 9        | 9         |
|        | Sozialrevolutionäre      | 5         | 5         | 6        | 6         |
|        | Daschnakzutjun           | 0         | 3         | 3        | 3         |
|        | Nationale Partei         | 0         | 1         | 2        | 0         |
| Gesamt | Gesamt                   | 130       | 130       | 130      | 130       |